# 水利部黄河水利委员会

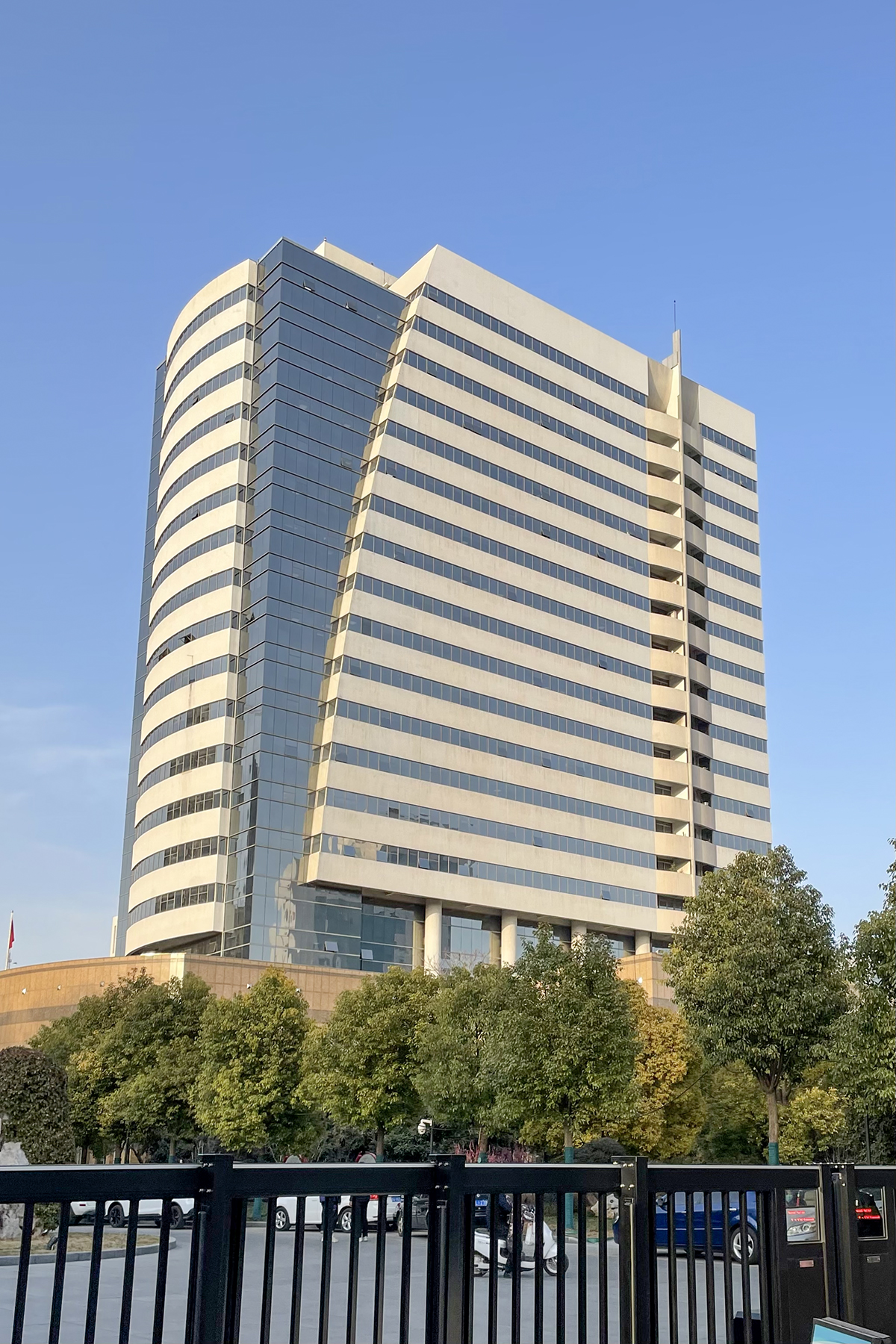
黄河水利委员会办公大楼

水利部黄河水利委员会，通称黄河水利委员会，简称黄委会或黄委，是中华人民共和国水利部的副部级直属事业单位，负责管理黄河流域和新疆、青海、甘肃、内蒙古内陆河区域的水行政事务。黄委会机关驻河南省郑州市。

## 沿革
黄河水利委员会起源于1946年2月在中国共产党解放区晋冀鲁豫边区政府成立的冀鲁豫黄河故道管理委员会，由当时的冀鲁豫行政公署主任徐达本兼任主任。1946年5月，黄河故道管理委员会改称冀鲁豫区黄河水利委员会，由王化云任主任。1949年6月，华北、华东、中原三大解放区成立黄河水利委员会，继由王化云任主任。
中华人民共和国成立后，1949年11月8日至18日，中央水利部在北京召开全国水利联席会议，作出“以流域为单位，组织流域性水利机构”的决议。黄河水利委员会改属中央人民政府水利部领导。1958年2月，中华人民共和国水利部改为中华人民共和国水利电力部，黄委会相应改为水利电力部黄河水利委员会。1979年2月，恢复组建中华人民共和国水利部，黄委会复名为水利部黄河水利委员会。1982年，再次组建水利电力部，黄委会相应改为水利电力部黄河水利委员会。1988年7月，再次恢复水利部，黄委会更名为水利部黄河水利委员会。

## 职责
根据有关规定，水利部黄河水利委员会承担下列职责：
1. 负责保障流域水资源的合理开发利用。受部委托组织编制流域或流域内跨省（自治区、直辖市）的江河湖泊的流域综合规划及有关的专业或专项规划并监督实施；拟订流域性的水利政策法规。组织开展流域控制性水利项目、跨省（自治区、直辖市）重要水利项目与中央水利项目的前期工作。根据授权，负责流域内有关规划和中央水利项目的审查、审批以及有关水工程项目的合规性审查。对地方大中型水利项目进行技术审核。负责提出流域内中央水利项目、水利前期工作、直属基础设施项目的年度投资计划并组织实施。组织、指导流域内有关水利规划和建设项目的后评估工作。
2. 负责流域水资源的管理和监督，统筹协调流域生活、生产和生态用水。负责《黄河水量调度条例》的实施并监督检查。受部委托组织开展流域水资源调查评价工作，按规定开展流域水能资源调查评价工作。按照规定和授权，组织拟订流域内省际水量分配方案和流域年度水资源调度计划以及旱情紧急情况下的水量调度预案并组织实施，组织开展流域取水许可总量控制工作，组织实施流域取水许可和水资源论证等制度，按规定组织开展流域和流域重要水工程的水资源调度。
3. 负责流域水资源保护工作。组织编制流域水资源保护规划，组织拟订跨省（自治区、直辖市）江河湖泊的水功能区划并监督实施，核定水域纳污能力，提出限制排污总量意见，负责授权范围内入河排污口设置的审查许可；负责省界水体、重要水功能区和重要入河排污口的水质状况监测；指导协调流域饮用水水源保护、地下水开发利用和保护工作。指导流域内地方节约用水和节水型社会建设有关工作。
4. 负责防治流域内的水旱灾害，承担流域防汛抗旱总指挥部的具体工作。组织、协调、监督、指导流域防汛抗旱工作，按照规定和授权对重要的水工程实施防汛抗旱调度和应急水量调度。组织实施流域防洪论证制度。组织制定流域防御洪水方案并监督实施。指导、监督流域内蓄滞洪区的管理和运用补偿工作。按规定组织、协调水利突发公共事件的应急管理工作。
5. 指导流域内水文工作。按照规定和授权，负责流域水文水资源监测和水文站网的建设和管理工作。负责流域重要水域、直管江河湖库及跨流域调水的水量水质监测工作，组织协调流域地下水监测工作。发布流域水文水资源信息、情报预报、流域水资源公报和流域泥沙公报。
6. 指导流域内河流、湖泊及河口、海岸滩涂的治理和开发；按照规定权限，负责流域内水利设施、水域及其岸线的管理与保护以及重要水利工程的建设与运行管理。指导流域内所属水利工程移民管理有关工作。负责授权范围内河道范围内建设项目的审查许可及监督管理。负责直管河段及授权河段河道采砂管理，指导、监督流域内河道采砂管理有关工作。指导流域内水利建设市场监督管理工作。
7. 指导、协调流域内水土流失防治工作。组织有关重点防治区水土流失预防、监督与管理。按规定负责有关水土保持中央投资建设项目的实施，指导并监督流域内国家重点水土保持建设项目的实施。受部委托组织编制流域水土保持规划并监督实施，承担国家立项审批的大中型生产建设项目水土保持方案实施的监督检查。组织开展流域水土流失监测、预报和公告。
8. 负责职权范围内水政监察和水行政执法工作，查处水事违法行为；负责省际水事纠纷的调处工作。指导流域内水利安全生产工作，负责流域管理机构内安全生产工作及其直接管理的水利工程质量和安全监督；根据授权，组织、指导流域内水库、水电站大坝等水工程的安全监管。开展流域内中央投资的水利工程建设项目稽察。
9. 按规定指导流域内农村水利及农村水能资源开发有关工作，负责开展水利科技、外事和质量技术监督工作；承担有关水利统计工作。
10. 按照规定或授权负责流域控制性水利工程、跨省（自治区、直辖市）水利工程等中央水利工程的国有资产的运营或监督管理；研究提出直管工程和流域内跨省（自治区、直辖市）水利工程供水价格及直管工程上网电价核定与调整的建议。
11. 承办水利部交办的其他事项。

## 机构设置
根据有关规定，水利部黄河水利委员会设置下列机构（以下机构除另有注明外均为副厅局级）：

### 内设机构
- 办公室
- 总工程师办公室（科学技术委员会办公室）
- 规划计划局
- 水政局（水政监察总队）
- 水资源管理与调度局（农村水利局）
- 财务局
- 人事劳动局
- 国际合作与科技局
- 建设与管理局
- 水土保持局
- 安全监督局
- 防汛办公室
- 监察局
- 审计局
- 离退休职工管理局
- 直属机关党委（精神文明建设指导委员会办公室）（正处级）
- 黄河工会（中国农林水利工会黄河委员会）（正处级）

### 双重领导机构
- 生态环境部黄河流域生态环境监督管理局（正厅局级）[註 1]

### 直属事业单位
- 山东黄河河务局
- 河南黄河河务局
- 黄河上中游管理局[註 2]
- 黑河流域管理局[註 3]
- 黄河水利委员会水文局（正厅局级）
- 黄河水利委员会经济发展管理局
- 黄河水利科学研究院
- 黄河水利委员会移民局
- 黄河水利委员会机关服务局（黄河服务中心）
- 黄河中心医院
- 黄河水利委员会新闻宣传出版中心
- 黄河水利委员会信息中心
- 山西黄河河务局[註 4]
- 陕西黄河河务局[註 5]

### 直属企业单位
- 黄河勘测规划设计研究院有限公司[註 6]
- 三门峡黄河明珠（集团）有限公司（三门峡水利枢纽管理局）

## 历任领导
冀鲁豫黄河故道管理委员会主任
1. 徐达本 （1946年2月－1946年5月)

冀鲁豫区黄河水利委员会主任
1. 王化云（1946年5月－1949年6月)

水利部黄河水利委员会主任
1. 王化云（1949年6月－1982年5月)
2. 袁隆（1982年5月－1984年11月)
3. 龚时旸（1984年11月－1987年11月)
4. 钮茂生（1987年11月－1992年8月)
5. 亢崇仁（1992年8月－1994年1月)
6. 綦连安（1994年1月－1997年5月）
7. 鄂竟平（1997年5月－2001年5月）
8. 李国英（2001年5月－2011年3月）
9. 陈小江（2011年3月－2015年8月）[1]
10. 岳中明（2015年10月－2021年7月）[2]
11. 汪安南（2021年7月－2022年8月）
12. 祖雷鸣（2022年10月－）